# Simeon (Moljukov)
Svatý Simeon Moljukov († 4. ledna 1699, Smolensk) byl ruský duchovní Ruské pravoslavné církve, arcibiskup a metropolita smolenský a dorogobužský.

## Život
Narodil se do kupecké rodiny v Tobolsku. Informace o jeho raném životě nejsou známy. Byl postřižen na monacha a nějakou dobu pobýval v Rostovském Borisoglebském monastýru. Roku 1672 byl povýšen na archimandritu a stal se představeným Pečerského Vozněsenského monastýru v Nižném Novgorodu.
Dne 14. září 1674 byl povolán do Moskvy a jmenován představeným monastýru Andronikov. Upoutal pozornost cara Alexeje I. Michajloviče a 9. dubna 1676 proběhla v chrámu Zesnutí přesvaté Bohorodice v Moskvě jeho biskupská chirotonie na biskupa smolenského a dorogobužského. Následně byl povýšen na arcibiskupa.
Smolenská oblast byla dlouho dobu pod vládou Polsko-litevské unie a od roku 1639 byly na jejím území zastaveny pravoslavné bohoslužby, a chrámy padly do rukou řeckokatolíků a římskokatolíků. Simeon po svém příchodu obnovil bohoslužby ve zbylých chrámech a zahájil stavbu nového katedrálního chrámu.
Dne 1. září 1681 byl povýšen na metropolitu.
Zúčastnil se Moskevského soboru a získal si velkou pozornost cara.
Náklonnost cara a vzestup metropolity Simeona se znelíbily patriarchovi Ioakimu. Po smrti cara začal spřádat intriky. Ioakim zbavil Simeona jeho postu a poslal jej do vyhnanství, nicméně o dva roky později jej vrátil na jeho post.
Roku 1696 kvůli nemoci požádal o odchod ze své funkce, ale nástupce nebyl vybrán. Zemřel 4. ledna 1699 ve Smolensku. Pohřben byl v monastýru Svaté Trojice. Ve 30. letech 20. století byly jeho ostatky přeneseny na městský hřbitov a 7. března 1996 byly slavnostně znovu pohřbeny v hrobce chrámu Zesnutí přesvaté Bohorodice ve Smolensku.
Prvně byl svatořečen jako místní světec novosibirské eparchie a roku 1984 byl zařazen do Sboru sibiřských svatých.